# Luxury You Can Afford
Luxury You Can Afford è un album di Joe Cocker. Il CD, registrato nel 1978, è stato distribuito nello stesso anno, edito da Asylum Records.

## Tracce
1. Fun Time (Allen Toussaint) - 2:39
2. Watching the River Flow (Bob Dylan) - 3:16
3. Boogie Baby (Phil Driscoll) - 3:51
4. A Whiter Shade of Pale (Gary Brooker, Keith Reid, Matthew Fisher) - 5:27
5. I Can't Say No (John Bettis, Daniel Moore) - 2:51
6. Southern Lady (Phil Driscoll) - 3:16
7. I Know (You Don't Want Me No More) (Barbara George) - 3:08
8. What You Did To Me Last Night (Bettye Crutcher) - 3:28
9. Lady Put The Lights Out (Guy Fletcher, Doug Flett) - 4:46
10. Wasted Years (Phil Driscoll) - 4:49
11. I Heard It Through The Grapevine (Norman Whitfield, Barrett Strong) - 4:29

## Formazione
- Joe Cocker - voce, armonica a bocca
- Barry Beckett - clavinet, organo Hammond, pianoforte, sintetizzatore, ARP, Fender Rhodes
- David Hood - basso
- Roger Hawkins - batteria
- George Terry - chitarra
- Richard Tee - pianoforte, Fender Rhodes
- Cornell Dupree - chitarra
- Jimmy Johnson - basso
- Steve Gadd - batteria
- Pete Carr - chitarra, slide guitar
- Chuck Rainey - basso
- Bernard Purdie - batteria
- Dr. John - pianoforte, Fender Rhodes
- Rick Danko - basso
- Allen Toussaint - clavinet, pianoforte, Fender Rhodes
- Mitch Chakour - chitarra, pianoforte
- Donny Hathaway - pianoforte, Fender Rhodes
- Billy Preston - organo Hammond
- Cliff Goodwin - chitarra
- Howie Hersh - basso
- Larry Byrom - chitarra
- Randy McCormick - pianoforte, Fender Rhodes
- John Riley - batteria
- Wayne Jackson - tromba
- Clyde Kerr Jr. - tromba
- Phillip Guilbeau - tromba
- Marcus Belgrave - tromba
- Harrison Calloway Jr. - tromba
- Charles Rose - trombone
- Gary Brown - sassofono tenore
- David "Fathead" Newman - sassofono tenore
- Bobby Keys - sassofono tenore
- Ronald Eades - sassofono baritono
- Leroy Cooper - sassofono baritono
- Hank Crawford - sax alto
- Clydie King, Ann Lang, Mona Lisa Young - cori

Note aggiuntive
- Allen Toussaint - produttore
- Barry Beckett - produttore